# Henrik Hamilton

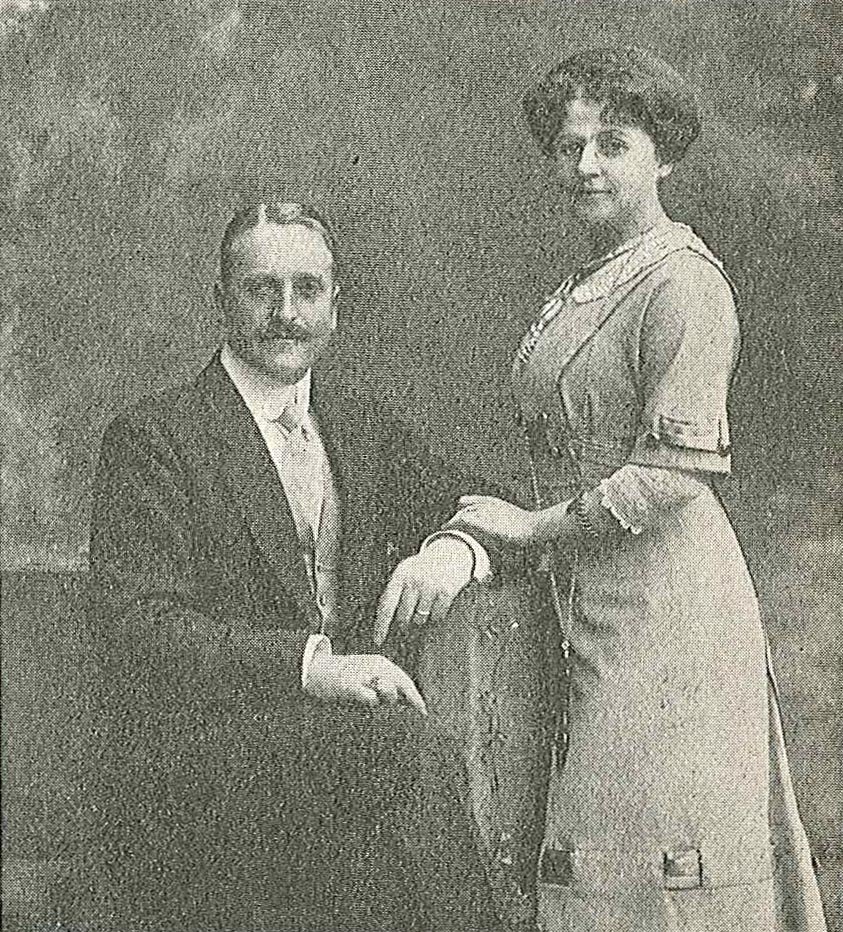
Henrik Hamilton med sin hustru Ellen, vilken var Sveriges första kvinnliga flygpassagerare. Foto i tidningen Hvar 8 dag i samband med att Hamilton 1911 erhållit sitt internationella diplom som "aviatiker".

Henrik David Hamilton, född den 15 maj 1878 på Barsebäcks slott, död den 29 mars 1917 i sviterna efter en vanskött förkylning, var en svensk greve, militär (kapten) och flygpionjär.
Hamilton anställdes 1897 som volontär vid Svea Ingenjörsbataljon och blev underlöjtnant vid Fortifikationen 1899. Efter genomgången fortifikationskurs placerades han vid Svea ingenjörkår 1902. Han genomgick Artilleri- och ingenjörhögskolans högre kurs och tjänstgjorde därefter vid olika staber och kårer. 1907 blev han placerad vid Kungliga Fälttelegrafkåren. Vid fälttelegrafkåren kom han i kontakt med arméns luftballongsförsök, och han blev en av Sveriges första ballongförare med internationellt ballongförardiplom utfärdat 8 maj 1905. Han var under en period sekreterare i S.A.S. (Svenska Aeronautiska Sällskapet) och innehavare av en egen friballong.
Hamilton blev 1911 kommenderad efter egen önskan och utan kostnad för kronan att bedriva flygtekniska studier i Frankrike och England. Tillsammans med sin fru Ellen Hamilton reste Henrik David till La Brayelle utanför Douai i norra Frankrike för att genomgå flygutbildning vid Louis Breguets flygskola. Hamilton avlade certifikatproven 10 juli 1911 och tilldelades F.I.A. Internationella certifikat nr 540 och svenskt aviatördiplom nr 2 utfärdat av S.A.S. 16 augusti 1911. Efter hemkomsten till Sverige blev Hamilton 1912 kommenderad till chef för arméns flygavdelning, som vid tidpunkten disponerade två flygplan B 1 och M 1. Hamiltons första flygningar i Sverige genomfördes på Axevalla hed sommaren 1912.